# Kalaschnikow-Literaturpreis
Der Kalaschnikow-Literaturpreis (russisch Литературная премия имени Исая Калашникова) ist ein von der Stadt Ulan-Ude herausgegebener Literaturpreis.
Um Autoren zu unterstützen, die einen bedeutenden Beitrag zur Literatur Burjatiens leisten, hat die Verwaltung von Ulan-Ude 1998 diesen Literaturpreis ins Leben gerufen. Der nach Issai Kalistratowitsch Kalaschnikow benannte Preis wird alle drei Jahre vergeben. Die Stadtbibliothek Ulan-Ude ist dabei federführend.